# Saint-Agnant (Charente Marítim)
Saint-Agnant és un municipi francès situat al departament del Charente Marítim i a la regió de la Nova Aquitània. L'any 2007 tenia 2.329 habitants.

## Demografia

### Població
El 2007 la població de fet de Saint-Agnant era de 2.329 persones. Hi havia 894 famílies de les quals 170 eren unipersonals (77 homes vivint sols i 93 dones vivint soles), 358 parelles sense fills, 324 parelles amb fills i 42 famílies monoparentals amb fills.
La població ha evolucionat segons el següent gràfic:
Habitants censats

### Habitatges
El 2007 hi havia 991 habitatges, 902 eren l'habitatge principal de la família, 20 eren segones residències i 69 estaven desocupats. 938 eren cases i 51 eren apartaments. Dels 902 habitatges principals, 714 estaven ocupats pels seus propietaris, 171 estaven llogats i ocupats pels llogaters i 17 estaven cedits a títol gratuït; 11 tenien una cambra, 19 en tenien dues, 83 en tenien tres, 298 en tenien quatre i 491 en tenien cinc o més. 760 habitatges disposaven pel capbaix d'una plaça de pàrquing. A 356 habitatges hi havia un automòbil i a 493 n'hi havia dos o més.

### Piràmide de població
La piràmide de població per edats i sexe el 2009 era:
| Homes | Edats   | Dones |
| ----- | ------- | ----- |
| 0     | 95 o +  | 12    |
| 0     | 90 a 94 | 8     |
| 0     | 85 a 89 | 20    |
| 12    | 80 a 84 | 4     |
| 36    | 75 a 79 | 32    |
| 44    | 70 a 74 | 36    |
| 64    | 65 a 69 | 60    |
| 24    | 60 a 64 | 28    |
| 36    | 55 a 59 | 48    |
| 80    | 50 a 54 | 84    |
| 92    | 45 a 49 | 76    |
| 112   | 40 a 44 | 80    |
| 64    | 35 a 39 | 100   |
| 84    | 30 a 34 | 68    |
| 40    | 25 a 29 | 36    |
| 40    | 20 a 24 | 40    |
| 84    | 15 a 19 | 88    |
| 76    | 10 a 14 | 108   |
| 80    | 5 a 9   | 60    |
| 24    | 0 a 4   | 72    |

## Economia
El 2007 la població en edat de treballar era de 1.487 persones, 1.087 eren actives i 400 eren inactives. De les 1.087 persones actives 978 estaven ocupades (514 homes i 464 dones) i 110 estaven aturades (52 homes i 58 dones). De les 400 persones inactives 176 estaven jubilades, 109 estaven estudiant i 115 estaven classificades com a «altres inactius».

### Ingressos
El 2009 a Saint-Agnant hi havia 944 unitats fiscals que integraven 2.487,5 persones, la mediana anual d'ingressos fiscals per persona era de 18.443 €.

### Activitats econòmiques
Dels 96 establiments que hi havia el 2007, 3 eren d'empreses extractives, 2 d'empreses alimentàries, 3 d'empreses de fabricació d'altres productes industrials, 17 d'empreses de construcció, 22 d'empreses de comerç i reparació d'automòbils, 7 d'empreses de transport, 3 d'empreses d'hostatgeria i restauració, 2 d'empreses financeres, 3 d'empreses immobiliàries, 9 d'empreses de serveis, 14 d'entitats de l'administració pública i 11 d'empreses classificades com a «altres activitats de serveis».
Dels 31 establiments de servei als particulars que hi havia el 2009, 1 era una gendarmeria, 1 oficina de correu, 1 una oficina bancària, 1 funerària, 3 tallers de reparació d'automòbils i de material agrícola, 4 paletes, 3 guixaires pintors, 2 fusteries, 2 lampisteries, 4 electricistes, 2 empreses de construcció, 4 perruqueries, 1 restaurant, 1 agència immobiliària i 1 saló de bellesa.
Dels 8 establiments comercials que hi havia el 2009, 1 era un supermercat, 1 una gran superfície de material de bricolatge, 1 una botiga de més de 120 m², 2 fleques, 1 una botiga de material esportiu, 1 una perfumeria i 1 una floristeria.
L'any 2000 a Saint-Agnant hi havia 19 explotacions agrícoles que ocupaven un total de 1.320 hectàrees.

## Equipaments sanitaris i escolars
El 2009 hi havia 1 farmàcia i 1 ambulància.
El 2009 hi havia 1 escola maternal i 1 escola elemental. Saint-Agnant disposava d'un col·legi d'educació secundària amb 417 alumnes.

## Poblacions més properes
El següent diagrama mostra les poblacions més properes.